# Bener (Majenang)
Bener is een bestuurslaag in het regentschap Cilacap van de provincie Midden-Java, Indonesië. Bener telt 4866 inwoners (volkstelling 2010).